# Addizioni leggere sul costruito
Le addizioni leggere sono sistemi incrementali di riqualificazione edilizia ed urbana e modalità di riplasmazione del patrimonio edilizio esistente ancora utile, volte ad aggiornare edifici e settori urbani che stanno perdendo la loro utilità e che vale la pena di riadattare, di riabilitare e rimettere in valore.

## Le origini
L'esigenza di rivolgere azioni progettuali sul costruito nasce con la necessità di adeguamento del comparto edilizio a standard abitativi e tecnologici più elevati e con l'emergere di nuove e diverse situazioni sociali, rivolgendosi in particolare al patrimonio abitativo prodotto nel dopoguerra, fino almeno agli anni '80, il quale ad oggi necessita di riqualificazione sociale, energetica, tecnologica e strutturale. Si tratta di più di 70 milioni di appartamenti dislocati nelle periferia delle grandi città, specialmente nei Paesi dell'Europa orientale e centrale, costruiti per lo più con sistemi di prefabbricazione pesante, che necessitano di una serie di interventi dal punto di vista della pianificazione urbana, degli standard edilizi e dell'economia residenziale.
La Francia è stata il primo Paese europeo ad affrontare il problema delle periferie urbane attraverso interventi di rehabilitation, cioè operazioni di innalzamento degli standard qualitativi e di manutenzione dell'esistente tesi  all'umanizzazione degli insediamenti.

## Il processo
Il processo di addizione si qualifica come quell'insieme di procedure-normative, sistemi decisionali e strategie progettuali che informano l'azione riqualificatrice sull'esistente.
In Italia non esiste una strategia nazionale della riqualificazione delle periferie; i pochi interventi attuati sono stati condotti dalle amministrazioni locali o direttamente dagli enti pubblici proprietari degli immobili, che si sono attivati solo in situazioni di degrado. 
La normativa sulla riqualificazione in Italia è figlia della L 179/1992 che ha generato gli strumenti dei PRU (Piani di Riqualificazione Urbana), dei PRUSST (Programmi di Riqualificazione Urbana e di Sviluppo Sostenibile del Territorio) e dei CdQ (Contratti di Quartiere). Questi ultimi pensati piuttosto per la scala edilizia, evidenziano tra i temi, la modificazione e riqualificazione dei tessuti consolidati e/o degradati, con particolare attenzione ai tessuti moderni, promuovendo la partecipazione degli abitanti alla definizione degli obiettivi.
Fattore che caratterizza questi programmi è il partenariato pubblico/privato dove la cooperazione tra operatori pubblici e privati ruota su una questione centrale: la qualità urbana come dotazione appropriata di attrezzature e infrastrutture adeguate alla effettiva domanda qualitativa e quantitativa della popolazione che risiede e vive nei territori.
Sperimentazioni sui cosiddetti standard aggiuntivi o qualitativi hanno fatto in modo che il privato aderisse ai programmi impegnandosi, oltre alla corresponsione degli oneri dovuti per legge, ad incrementare la dotazione di servizi in modi diversi attraverso contributi monetari, cessione di aree, realizzazione di infrastrutture e gestione di servizi. In tal senso il ruolo del soggetto pubblico si è qualificato come promotore e coordinatore.
La normativa in materia di Lavori Pubblici ha introdotto, in fase di programmazione, uno strumento specifico – il documento preliminare -, affidato al RUP, con il compito di trasferire le scelte strategiche (priorità degli interventi, risorse fisiche e finanziarie disponibili, stima dei costi e dei tempi di attuazione) che la pubblica amministrazione assume con il programma triennale delle opere, ai tecnici, che dovranno elaborare i progetti preliminari delle stesse. Tale documento, con ruolo di cerniera tra programmazione e progettazione, evidenzia la necessità di elaborare metodi e strumenti di indagine (di conoscenza, di analisi, di valutazione) del costruito, capaci di restituire un quadro prestazionale attendibile in cui gravita il comparto edilizio e tale da consentire ipotesi d'intervento motivate ed efficaci. Pertanto, l'Ente Pubblico, deve trasferire correttamente al tecnico incaricato il quadro delle esigenze da soddisfare e degli obiettivi da perseguire, indicando gli elementi critici relativi a:
- fattibilità economica: verifica attraverso un computo metrico-estimativo di massima che tenga conto oltre delle operazioni d'intervento anche dei costi di analisi, di progettazione ecc, e di costi imprevisti legati alla riqualificazione;
- fattibilità amministrativa: verifica della congruenza dell'intervento con l'iter amministrativo da attivare;
- fattibilità tecnica: verifica dei vincoli normativi e dei vincoli relativi all'edificio stesso (urbanistici, strutturali ecc.).

L'intervento sul costruito richiede specifiche innovazioni di processo tali da renderlo capace di rapportarsi opportunamente con le risorse edilizie esistenti in quanto risulta assente una strategia capace di far emergere, da un lato, la tipicità dell'azione di intervento sul costruito e dall'altro una rinnovata azione sistemica delle variabili e dei parametri coinvolti nell'azione di riqualificazione del patrimonio edilizio esistente.

## Le caratteristiche
Il contesto d'intervento, essendo peculiare, richiede risorse tecnologiche specifiche adatte alla realizzazione di superfetazioni che vadano non solo ad ottemperare a qualche pezzo omesso per costrizione o per scelta tecnico-economica originaria, ma soprattutto ad affrontare e dare risposta all'evoluzione inesorabile dei bisogni dell'utenza. 
Il sistema incrementale ha una funzione determinante nel soddisfacimento delle esigenze dell'utenza finale: sicurezza, benessere (acustico e igrotermico), fruibilità, aspetto estetico, gestione e manutenzione, integrabilità con l'esistente, salvaguardia ambientale (attraverso un risparmio economico ed energetico di esercizio), alle quali si aggiunge la durabilità, la quale non compare esplicitamente nelle esigenze dell'utenza finale come definite dalla norma UNI 8289:1981, né come requisito fondamentale fissato dalla Direttiva CEE 89/106 sui prodotti da costruzione, ma va intesa come macroesigenza e macrorequisito implicito, che consiste in una richiesta di mantenimento nel tempo delle prestazioni ambientali e tecnologiche dell'organismo edilizio.
La reversibilità e la disassemblabilità (caratteristiche che assicurano la prima la salvaguardia ambientale, la seconda la gestione e manutenzione) del sistema addizionale si traducono in un'aggiunta di flessibilità spaziale futura del manufatto edilizio, che potrà essere ulteriormente modificato senza richiedere pesanti demolizioni, con conseguente diminuzione della quantità di rumore e di macerie che normalmente si hanno nelle opere realizzate mediante tecniche tradizionali. 
L'introduzione di una temporaneità della costruzione, intesa come variabile collegata sia alla velocità dei tempi di intervento che all'eventualità di interventi futuri, è coerente con la concezione dell'edificio come organismo evolutivo, che deve rispondere ad esigenze degli utenti e che quindi deve essere in grado di adattarsi nel tempo alla mutazione dei bisogni e delle attese. Da questo punto di vista, le modifiche funzionali non vanno considerate come un impoverimento dell'idea iniziale, ma come decorso naturale della vita del progetto. Tali trasformazioni sono caratterizzate da qualità operative che ne pregiudicano la fattibilità stessa, come:
- la velocità di attuazione;
- la leggerezza dei dispositivi aggiunti;
- la sicurezza dell'intervento;
- la riciclabilità.

Tale classe di qualità operative ha la capacità di selezionare precisamente le tecnologie adottabili, privilegiando la costruzione stratificata a secco. Esse costituiscono, insieme alle classi esigenziali espresse direttamente dai fruitori, il riferimento per la definizione dei criteri d'intervento, così come i vincoli che generalmente li affliggono, come:
- presenza di normativa restrittiva;
- disponibilità di spazio operativo circostante;
- modificabilità degli elementi strutturali esistenti;
- disturbi all'utenza presente.

Tali vincoli, dal punto di vista tecnologico, si manifestano in condizionamenti rispetto al cantiere (spazi, accessibilità, sicurezza) e in contiguità spaziali delicate. Pertanto la velocità d'intervento, che è proporzionale alla leggerezza e che dipende dai metodi di assemblaggio, è qualità aggiuntiva essenziale dei sistemi incrementali.

## Le tecnologie
Le addizioni leggere, impiegando tecniche costruttive a secco di struttura/rivestimento (S/R), possono avere applicazione nelle diverse tipologie di riqualificazione del costruito:
- riqualificazione termica (igrotermica);
- riqualificazione acustica;
- riqualificazione funzionale-spaziale;
- riqualificazione estetica,

sfruttando i vantaggi connessi ad una precisa programmazione delle forniture, della tempistica e soprattutto della logistica. La possibilità di connettere meccanicamente gli elementi e di rifinirli in cantiere diviene un notevole vantaggio ergotecnico, soprattutto se si pensa che la qualità operativa aumenta grazie alla leggerezza, alla dimensione dei materiali e alla possibilità di calibrare le quantità strettamente necessarie alle lavorazioni in corso e di evitare il deposito di ingenti quantità di materiale in cantiere. Tali sistemi, facendo uso di caratteristiche di elasticità e leggerezza, garantiscono la reversibilità dell'intervento.
Nello specifico, l'integrazione dell'esistente e il trasferimento di nuove funzioni si realizzano mediante un processo additivo, che può essere di tipo: 
- superficiale-bidimensionale (pannelli o strati disposti a contatto e fissati meccanicamente)
- volumetrico-spaziale (vere e proprie estensioni del manufatto).

### Strategie d'intervento di tipo superficiale-bidimensionale
Con questa categoria d'interventi non ci si pone l'obiettivo di trasformare spazi, bensì quello di determinare condizioni ambientali più favorevoli. Si tratta di una linea evolutiva che antepone il controllo della qualità ambientale a quello dello spazio, ma che può essere associata a strategie di intervento più radicali.
Tale modalità d'intervento consiste nell'aumentare le stratificazioni dell'involucro esistente, divenute inadeguate, mediante aggiunte di nuovi strati correttivi e integrativi.
Ogni strato va accuratamente fissato o giustapposto ad altri, ponendo attenzione alla realizzazione del dettaglio costruttivo; in particolar modo vanno curati i punti di interconnessione e i nodi di interfaccia. L'intervento additivo introduce livelli di eterogeneità materica che svincolano gli involucri dalle porzioni strutturali e si comportano come ostacoli multipli alle dispersioni termiche, acustiche, all'aggressione dell'incendio ecc. 
Tali strategie di intervento tendono a dotare gli edifici esistenti, rigidi e inerziali, di cuscinetti di assorbimento energetico che si comportano come veri e propri ostacoli isolanti (termici, acustici, antincendio) o dissipatori di energia sonora, strati aggiuntivi (interni/esterni, verticali/orizzontali) che si combinano con diversi gradi di prestazioni aggiuntive, quali:
- prestazioni passive: cioè finalizzate alla semplice interdizione di interazioni aggressive esterno e interno
- prestazioni dinamiche: che rinforzano l'azione di interdizione attraverso il movimento dell'aria esterna e interna (utilizzo dei fenomeni di ventilazione)
- prestazioni attive: cioè introducono un grado di apporto energetico (ad esempio captazione solare) o di diffusione delle superfici della prestazione energetica (irraggiamento).

da cui deriva una classificazioni per sistemi, in:
- sistemi a contatto, i quali funzionano per diretta applicazione degli strati sulla struttura esistente. Non contemplano, in generale, la presenza di strutture secondarie di sostegno e quindi la creazione di vere e proprie intercapedini fra nuovo ed esistente ove eventualmente allocare le reti impiantistiche. Il funzionamento fisico è dovuto alla pura addizione materica e  prestazionale sulla preesistenza;
- sistemi dinamici, i quali implicano la presenza di una struttura di mediazione fra l'esistente ed il nuovo pacchetto funzionale. Pertanto si individua un primo livello di fissaggio meccanico di tale struttura all'esistente; quindi un secondo livello che interfaccia la struttura di mediazione con il nuovo;
- sistemi attivi, i quali introducono un livello di complessità superiore rispetto alle altre due strategie d'intervento. Mentre queste funzionano per reazione ad una sollecitazione energetica esterna, i sistemi attivi introducono un grado di apporto energetico (ad esempio captazione solare) o di diffusione delle superfici della prestazione energetica (irraggiamento). La costituzione tecnologica rispecchia meccanicamente i sistemi dinamici, salvo la necessaria introduzione dei dispositivi atti alla captazione energetica o alla diffusione radiante.

### Strategie d'intervento di tipo volumetrico-spaziale
Questa categoria d'interventi si identifica in nuovi sistemi di dimensione variabile che intervengono sull'edificio esistente andando a riplasmarlo e dotandolo di volumi addizionali la cui destinazione e conformazione deriva dall'analisi funzionale-spaziale del costruito e dalle scelte formali del progettista. 
La modifica consistente delle funzioni di un edificio significa dunque che la sua forma deve essere rimodellata, comportando necessariamente diverse classi di manipolazione, più o meno tra loro combinate:
- sottrazioni: demolizioni e ricostruzione dell'equilibrio statico mediante rinforzi;
- modifiche interne: cambiamento delle dimensioni e delle forme degli spazi;
- incrementi: ampliamenti di spazi insufficienti e aggiunte di nuovi spazi d'uso e di circolazione,

in virtù di una rifunzionalizzazione distributiva, ambientale e ristrutturazione tecnologica secondo i deficit riscontrati sull'esistente.
Il principale problema nonché ostacolo per la riplasmazione edilizia e urbana è rappresentato dall'inamovibilità dell'utenza proprietaria, quindi una condizione per poterla praticare è data dall'utilizzo di addizioni leggere, cioè tecnologie basate su assemblaggi a secco, i cui caratteri peculiari sono il basso impatto ambientale, l'elevata velocità di esecuzione e l'elevata flessibilità.
Le superfetazioni volumetriche, rispetto a quelle di tipo superficiale, individuano tipologie di intervento numerose e differenziate prefigurando una ricchezza di opzioni di configurazione spaziale e distributiva: s. laterali, s. bilaterali, s. locali continuo (incolonnate), s. locali discontinue (collocazione libera), sopraelevazione, sopraelevazione e sospensione, interconnessione, espansione al piede ecc.
Tali sistemi possono essere finalizzati ad incrementare la singola unità abitativa (aumentare la superficie di singoli locali all'interno degli alloggi creando spazi privati più funzionali e luminosi e comportando spesso una risistemazione interna dell'alloggio stesso) o l'intero edificio, tramite sviluppi orizzontali o verticali, che possono ospitare nuovi alloggi o locali di servizio (es vani scala-ascensore, box d'ingresso, ecc.).
La realizzazione dei sistemi incrementali non può prescindere dall'analisi della consistenza statica dell'edificio sul quale intervengono. Le diverse tipologie di incremento possono agire diversamente sul costruito andando a gravare la struttura esistente, in tal caso potrebbero essere necessarie strutture di rinforzo, oppure qualificandosi come strutture indipendenti, che necessitano solo di collegamenti con l'edificio esistente.